# Kyōhei Fujita

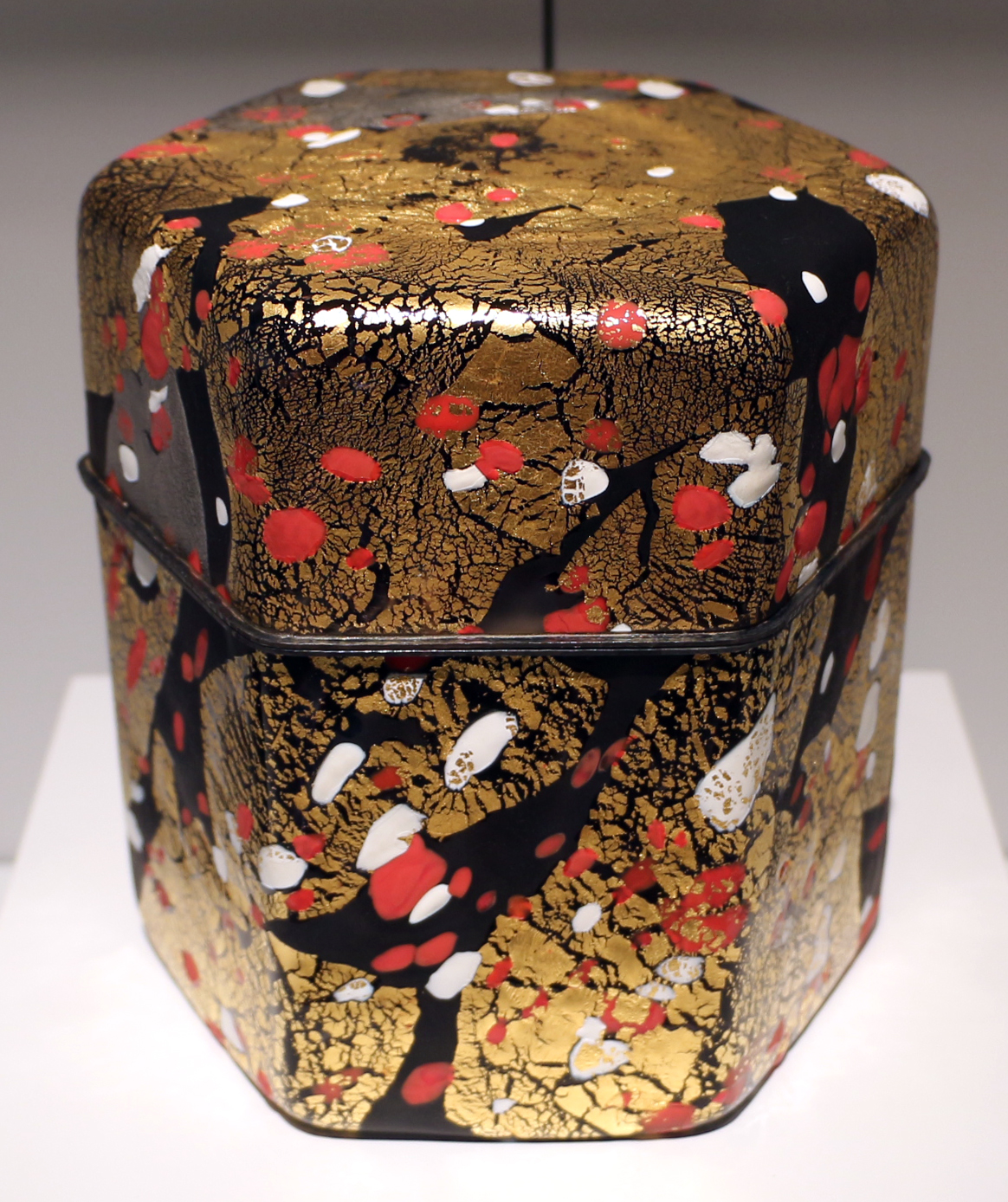
1990

Kyōhei Fujita (藤田 喬平, Fujita Kyōhei, 1921 - 18 septembre 2004) est un artiste sur verre japonais, surtout connu pour ses boîtes en verre avec des décorations de surface complexes, et son travail a été inclus dans l'exposition One of a Kind: The Studio Craft Movement au Metropolitan Museum of Art de New York City, du 22 décembre 2006 au 3 septembre 2007.

## Source de la traduction
- (en) Cet article est partiellement ou en totalité issu de l’article de Wikipédia en anglais intitulé « Kyohei Fujita » (voir la liste des auteurs).